# Николаевский сельсовет (Ивановский район)
Никола́евский сельсове́т — упразднённое сельское поселение в Ивановском районе Амурской области.
Административный центр — село Николаевка.

## История
16 февраля 2005 года в соответствии с Законом Амурской области № 440-ОЗ муниципальное образование наделено статусом сельского поселения.
Упразднён в январе 2021 года в связи с преобразованием муниципального района в муниципальный округ.

## Население
| 2002 | 2010 | 2011 | 2012 | 2013 | 2014 | 2015 |
| ---- | ---- | ---- | ---- | ---- | ---- | ---- |
| 641  | ↘534 | ↘532 | ↘528 | ↘513 | ↘494 | ↘487 |
| 2016 | 2017 | 2018 |      |      |      |      |
| ↘473 | ↘456 | ↘447 |      |      |      |      |

## Состав сельского поселения
| № | Населённый пункт | Тип населённого пункта       | Население |
| - | ---------------- | ---------------------------- | --------- |
| 1 | Николаевка       | село, административный центр | ↘287      |
| 2 | Новопокровка     | село                         | →160      |